# Tricromatismo
El Tricromatismo se caracteriza por tener tres tipos de conos que permiten ver los tres colores primarios. Se diferencia del tetracromatismo en el que existen cuatro tipos de conos.

Colores

## Tricromatismo anormal
El afectado posee los tres tipos de conos, pero con defectos funcionales, por lo que confunde un color con otro. Es el grupo más abundante y común de daltónicos, tienen tres tipos de conos, pero perciben los tonos de los colores alterados. Suelen tener defectos similares a los daltónicos dicromáticos, pero menos notables. Las afecciones que se incluyen dentro de este grupo son la protanomalía (1% de los varones, 0.01% de las mujeres), deuteranomalía, la más usual (6% de los varones, 0.4% de las mujeres) y tritanomalía muy poco frecuente (0.01 % de los varones y 0.01% de las mujeres).

## Tricromatismo en primates
La evolución de la visión en color en los primates es única entre la mayoría de mamíferos euterios. Mientras los ancestros vertebrados más antiguos de los primates poseían visión de tres colores (tricromatismo), los ancestros más recientes de sangre caliente y hábitos nocturnos, perdieron uno de los tres conos de la retina durante el periodo Mesozoico. Los peces, reptiles y aves son tricromáticos o tetracromáticos, mientras todos los mamíferos a excepción de algunos primates y marsupiales, son dicromáticos o monocromáticos (ceguera total a los colores). Los primates nocturnos, como los micos nocturnos y los galágidos, son en su mayoría monocromáticos. Los catarrinos normalmente son tricromáticos debido a la duplicación cromosómica del gen de opsina rojo-verde poco después de su aparición, hace entre 30 y 40 millones de años. Los platirrinos en cambio son tricromáticos en la minoría de los casos. Específicamente, las hembras pueden ser heterocigotas para dos alelos del gen de la opsina (rojo y verde) ubicado en el mismo locus del cromosoma X. Por ellos los machos pueden ser solamente dicromáticos, mientras las hembras pueden ser dicromáticas o tricromáticas. La visión del color en los estrepsirrinos no se comprende del todo; sin embargo, las investigaciones indican un rango en la visión del color similar a la de los platirrinos...

Como los catarrinos, los monos aulladores (clasificados dentro de los platirrinos) exhiben con frecuencia tricromatismo, lo que se ha establecido como una duplicación cromosómica reciente en términos evolutivos. Los aulladores son unos de los platirrinos con una dieta más especializada basada en hojas y las frutas no constituyen una parte importante de su dieta, esto es posible debido a que el tipo de hojas que consumen (tiernas, nutritivas y digeribles) solo pueden ubicarse por medio de la visión de tres colores. Los estudios de campo para estudiar las preferencias dietéticas de los monos aulladores sugieren que la tendencia al tricromatismo es una selección mediada por el ambiente.

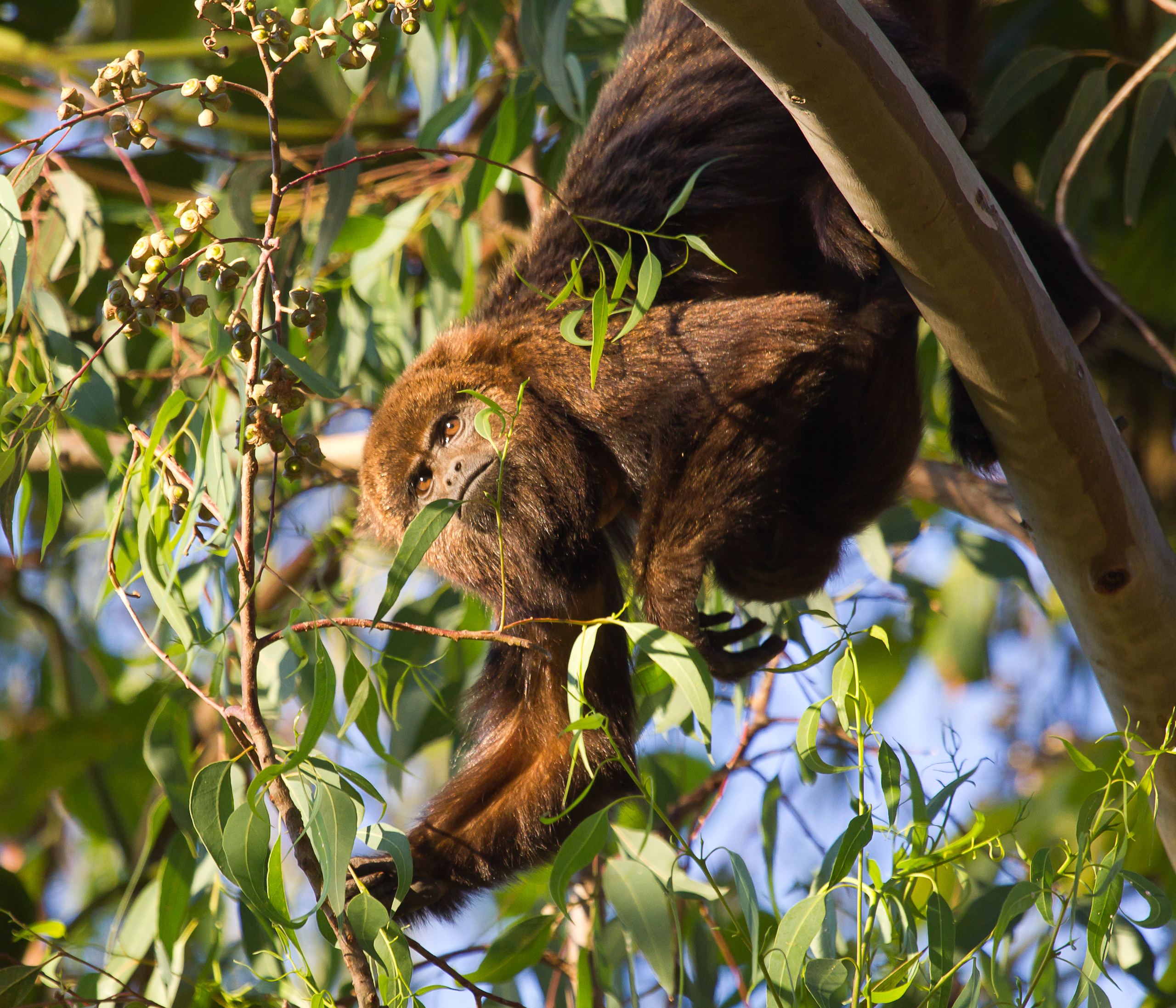
Mono aullador hembra.

- Datos: Q1317719